# La signora e il fantasma
La signora e il fantasma (The Ghost and Mrs. Muir) è una serie televisiva statunitense in 50 episodi trasmessi per la prima volta nel corso di 2 stagioni dal 1968 al 1970. È basata sul film Il fantasma e la signora Muir (The Ghost and Mrs. Muir) del 1947 (a sua volta adattamento del romanzo del 1945 di R. A. Dick). Hope Lange vinse due Emmy Awards per la miglior attrice protagonista in una serie comica per il 1968-1969 e il 1969-1970.

## Trama
Carolyn Muir è una giovane vedova che prende in affitto un cottage, sito nei pressi dell'immaginario villaggio di pescatori di Schooner Bay, insieme con i suoi due figli, la governante e il loro cane. Il cottage è infestato dal fantasma del suo ex proprietario, Daniel Gregg, un capitano di mare del XIX secolo, interpretato da Edward Mulhare. Mentre il film originario era ambientato nel 1900 in Inghilterra, la sitcom è ambientata negli Stati Uniti nel periodo contemporaneo all'uscita della serie.

## Personaggi

### Personaggi principali
- Carolyn Muir (50 episodi, 1968-1970), interpretata da Hope Lange.
- capitano Daniel Gregg (50 episodi, 1968-1970), interpretato da Edward Mulhare.
- Martha Grant (50 episodi, 1968-1970), interpretata da Reta Shaw.
- Jonathan Muir (50 episodi, 1968-1970), interpretato da Harlen Carraher.
- Candice Muir (50 episodi, 1968-1970), interpretata da Kellie Flanagan.
- Claymore Gregg (47 episodi, 1968-1970), interpretato da Charles Nelson Reilly.

### Personaggi secondari
- Deke Tuttle (13 episodi, 1968-1970), interpretato da Mason Curry.
- Mr. Peevey (11 episodi, 1968-1970), interpretato da Guy Raymond.
- Norrie Coolidge (6 episodi, 1968-1969), interpretato da Dabbs Greer.
- Abner (4 episodi, 1968-1969), interpretato da James McCallion.
- Seth (4 episodi, 1969-1970), interpretato da William Lanteau.
- Mrs. Coburn (3 episodi, 1968-1969), interpretata da Kathleen Hughes.
- Mr. Hampton (3 episodi, 1969-1970), interpretato da Dan Tobin.
- Harvey (3 episodi, 1969-1970), interpretato da Gil Lamb.

## Produzione
La serie, ideata da Howard Leeds, fu prodotta da 20th Century Fox Television e girata negli studios della 20th Century Fox a Los Angeles e a Montecito in California. Le musiche furono composte da Dave Grusin.

### Registi
Tra i registi della serie sono accreditati:
- Lee Philips (12 episodi, 1968-1970)
- Gary Nelson (9 episodi, 1968-1969)
- John Erman (8 episodi, 1968-1970)
- Jay Sandrich (6 episodi, 1969-1970)
- Gene Reynolds (4 episodi, 1968)
- Hollingsworth Morse (3 episodi, 1968-1969)
- Bruce Bilson (2 episodi, 1969)

## Distribuzione
La serie fu trasmessa negli Stati Uniti dal 1968 al 1970 sulla rete televisiva NBC (prima stagione) e sulla ABC (seconda stagione). In Italia è stata trasmessa con il titolo La signora e il fantasma.
Alcune delle uscite internazionali sono state:
- negli Stati Uniti il 28 settembre 1968 (The Ghost and Mrs. Muir)
- in Germania Ovest il 18 marzo 1970 (Der Geist und Mrs. Muir)
- in Francia il 15 marzo 1987 (Madame et son fantôme)
- in Finlandia (Kummitus ja rouva Muir)
- in Spagna (El fantasma y la señora Muir)
- in Italia (La signora e il fantasma)

## Episodi
| Stagione         | Episodi | Prima TV USA |
| ---------------- | ------- | ------------ |
| Prima stagione   | 26      | 1968-1969    |
| Seconda stagione | 24      | 1969-1970    |